# 愛を浴びて、僕がいる
『愛を浴びて、僕がいる』（あいをあびて、ぼくがいる）は、C&Kの8枚目のシングル。発売元はユニバーサルミュージック。

## 解説
- 前作『アイアイのうた〜僕とキミと僕等の日々〜』から約6ヶ月振りのシングル。
- 初回限定盤には、「愛を浴びて、僕がいる」のPVと「アイアイのうた〜僕とキミと僕等の日々〜」のZepp Fukuokaのでライブ映像を収録したDVDを付属。

## 収録曲

### 初回盤
CD
1. 愛を浴びて、僕がいる(動画)
2. Piano
3. 愛の戦士〜アイダ〜
4. CKTV
C&Kの2人によるラジオ番組。
5. 愛を浴びて、僕がいる (Instrumental)

DVD
1. 愛を浴びて、僕がいる MUSIC VIDEO
2. アイアイのうた〜僕とキミと僕等の日々〜 Zepp Fukuoka LIVE映像

### 通常盤
1. 愛を浴びて、僕がいる
2. Piano
3. 愛の戦士〜アイダ〜
4. 愛を浴びて、僕がいる (Instrumental)